# Ловягін Іван Ізотович
Іван Ізотович Ловягін (рос. Ловягин Иван Изотович; ?, Катеринослав — 1863, Катеринослав) — купець першої гільдії, гласний міської думи Катеринослава, міський голова Катеринослава (обирався на цю посаду 7 разів).

## Міський голова

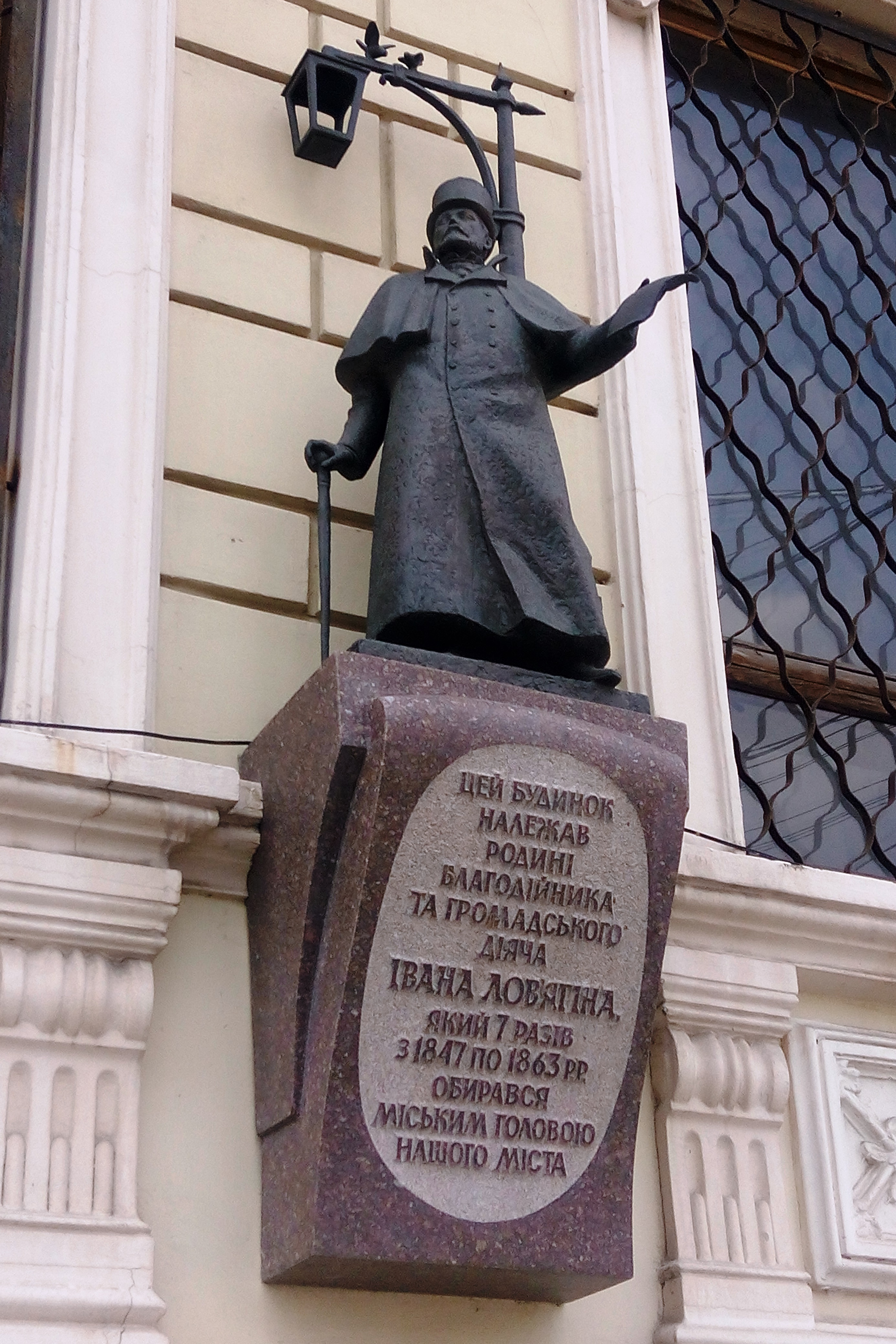
Меморіальна дошка I. I. Ловягіну на будинку в Дніпрі

Про раннє життя Івана Ловягіна практично нічого не відомо. Навіть не відомо точної дати його народження, але місцем народження є місто Катеринослав. З 1834 по 1863 роки Ловягіна обирали гласним катеринославської думи. Сім разів він обіймав посаду міського голови, що є рекордом для міста. Вперше обрано на цю посаду у 1847 році. На цій посаді він працював до 1863 року, за винятком перерви у 1851—1854 рр., коли міським головою був купець П. Бєлявський. Купці Дупленко і Кірпічников запропонували Ловягіну балотуватися на посаду міського голови.
У перший же рік каденції Ловягіну довелося боротися з епідемією холери, що охопила всю Катеринославську губернію. У другій половині 1848 року хвороба з'явилася в Катеринославі. Лікарні були переповнені хворими. Був створений особливий комітет для боротьби з холерою. Одним із його активних членів та попечителем 1-ї частини (району) Катеринослава був призначений міський голова І. І. Ловягін.
У цей період Ловягін відзначився актом благодійництва. У січні 1849 року було вирішено продати з торгів споруди Богоугодних закладів — медичних закладів міста. Будинки придбав купець Остроухов за 500 руб. Ловягін уплатив власні 500 рублів, щоб будинки й надалі служили місту.
Ще одним справжнім випробуванням стала Кримська війна 1853—1856 років. Саме тоді Катеринослав стає «шпитальною столицею». У місті одночасно працювали 23 шпиталі: у будинку палацу Потьомкіна (нині Палац культури студентів ДНУ), у «Богоугодных заведениях» (обласна лікарня ім. Мечникова) та ін.
За ініціативою Ловягіна, малозабезпечені городяни отримали можливість споряджати підводи для військ по черзі. Ціна на підводи стала фіксованою і також контролювалася міським головою.
За багатолітню та корисну діяльність його було відзначено «Похвальною грамотою» від Катеринославського купецького та міщанського товариства. Івана Ізотовича було нагороджено дев'ятьма золотими медалями. Але найбільшою нагородою сам Ловягін вважав подорож до Москви на святкування коронації Олександра II, куди було запрошено міських голів губернських міст. Під час коронації він був присутній на службах в Успенському, Архангельському та Благовіщенському соборах, підносив імператору хліб-сіль на срібляному блюді від імені міста Катеринослава та його мешканців, потім разом з іншими головами був запрошений к міністру внутрішніх справ для святкового обіду. Ловягін відвідав Большой театр, бал, обід з Його Імператорським Величеством, розважився на народному дійстві та помилувався феєрверком, який завершив коронацію.
Пішов з життя раптово у 1863 році. Іван Ловягін виявив себе великим меценатом, справжнім «батьком Катеринослава».
На посаду міського голови обирався у: 1847, 1851, 1854, 1856, 1858, 1861, 1863 роках.

## Родина
Відомо про його доньку Феодосію, що стала дружина Петра Калабухова, який був міським головою Катеринослава у 1866—1885 роках.

## Пам'ять
У вересні 2013 року в Дніпрі на вулиці Європейській, 13 в будинку, де колись мешкав Іван Ізотович, відкрили пам'ятну дошку з бронзовою фігурою І. Ловягіна. Автори проєкту: скульптор Олександр Зобенко. Ідея — Юрія Якуби, мешканця Дніпра. Бронзову фігуру Ловягіна відлили на Південмаші.

## Публікації
- Лазебник В. Екатеринославский городской голова.// Новый город. — № 12, 2008. — С. 62-63.
- Кавун М. Е. І. І. Ловягін — мер-«довгожитель» //  [Архівовано 30 вересня 2020 у Wayback Machine.]
- Лазебник В. Екатеринославский городской голова // Музей і майбутнє: Доповіді та повідомлення наукової конференції до Міжнародного дня музеїв, травень 1997 р. — Дніпропетровськ, 1998. — 106 с.
- Лазебник В. І. Як працювала катеринославська міська дума // Джерело: З минувшини Подніпров'я. — Дніпропетровськ: «Дніпро», 1995. — 177 с.